# Il terzo omicidio
Il terzo omicidio (三度目の殺人?, Sandome no satsujin), anche conosciuto internazionalmente come The Third Murder, è un film del 2017 diretto da Hirokazu Kore'eda. È stato distribuito nelle sale italiane nel dicembre 2019.

## Trama
Tomoaki Shigemori è un avvocato incaricato di difendere un cliente (Misumi) che rischia la pena di morte se riconosciuto colpevole in un processo per omicidio. Misumi ha precedenti condanne per omicidio e ha già confessato il delitto, ma le prove nel caso portano Shigemori a dubitare di quanto sia realmente accaduto.

## Riconoscimenti
Sandome no satsujin ha vinto come miglior film e ricevuto numerosi riconoscimenti ai Japan Academy Awards 2018.
- 2017 – Awards of the Japanese Academy[1]
  - "miglior film" a Hirokazu Kore'eda
  - "miglior regista" a Hirokazu Kore'eda
  - "miglior sceneggiatura"
  - "Miglior attore non protagonista" a Kōji Yakusho
  - "Miglior attrice non protagonista" a Suzu Hirose
  - "Miglior montaggio" a Hirokazu Kore'eda